# Charles Koechlin
Charles Louis Eugène Koechlin (ur. 27 listopada 1867 w Paryżu, zm. 31 grudnia 1950 w Canadel) – francuski kompozytor, teoretyk muzyki i pedagog.

## Życiorys
Kompozycję studiował w Paryskim Konserwatorium, najpierw u Jules'a Masseneta, później u Gabriela Faurégo. Naczelną dewizą Koechlina była duchowa wolność i całkowita niezależność: nie związał się z żadnym artystycznym ugrupowaniem, nie zabiegał o względy wydawców ani wykonawców. W twórczości nie kierował się przyjętymi z góry założeniami artystycznymi, co sprawiało, że jego muzyka była trudna do zaklasyfikowania, zarazem konserwatywna i nowatorska. Chociaż otrzymał kilka prestiżowych nagród, był znany i ceniony raczej jako pedagog i autor podręczników.

## Twórczość
Za jego najwybitniejsze dzieło uchodzi cykl Le livre de la jungle zainspirowany opowiadaniami Rudyarda Kiplinga z tomu Księga dżungli. Cykl, tworzony przez blisko 40 lat, zawiera trzy bliskie impresjonizmowi pieśni z orkiestrą („Trois poèmes de Kipling” na mezzosopran, baryton, tenor, chór i orkiestrę, op. 18) oraz cztery poematy symfoniczne (La course de printemps op. 95, La méditation de Purun Bhagat op. 159, La loi de la jungle op. 175 i Les Bandar-Log op. 176). Utwory te charakteryzuje bogactwo kolorystyki, błyskotliwa instrumentacja i politonalna harmonika. 